# Capilla de los Españoles
La capilla de los Españoles (en italiano: Cappellone degli Spagnoli) es la antigua sala capitular de la iglesia de Santa Maria Novella en Florencia. Es particularmente conocida por el rico ciclo de frescos de Andrea di Bonaiuto (1365-1367), y asumió su nombre actual en 1566, cuando fue cedida a la colonia española que se había estado reuniendo aquí, desde su llegada a la ciudad formando parte del séquito de Leonor de Toledo, que se casaría con Cosme I de Médici en 1539. 

## Arquitectura
La capilla, situada en el lado norte del denominado claustro Verde (Chiostro Verde) y hoy formando parte del Museo de Santa Maria Novella, fue encargada por Buonamico (Mico) Guidalotti para su capilla funeraria, con dedicación a santo Tomás de Aquino. Fue construida por fra Jacopo Talenti, durante la última fase de construcción de la iglesia (1343-1355). Dentro de la capilla de los Españoles hay una capilla más pequeña dedicada al Santísimo Sacramento.  
Su bóveda ojival cubre una gran sala cuadrada, con nervaduras de dos colores, y sostenida por cuatro pilares octogonales en las esquinas. Cada parte (bóveda, paredes laterales) está cubierta de frescos. El altar se encuentra en el ábside del fondo, donde existe un gran crucifijo de mármol de Domenico Pieratti de principios del siglo XVII, donado en 1731 por Gian Gastone de Medici.

## Frescos
El gran fresco de la pared derecha muestra una Alegoría de la Iglesia Militante y Triunfante y la Orden Dominica. Es especialmente interesante porque en el fondo muestra un gran edificio rosado que algunos creen pueden proporcionar una idea de los diseños originales para el Duomo de Florencia por Arnolfo di Cambio (antes de que se construyera la cúpula de Brunelleschi). Sin embargo, tal interpretación es una fantasía, puesto que el Duomo nunca tuvo la intención de ser rosa, ni tener el campanario en su parte trasera. Abajo a la derecha, Santo Domingo desata los "lebreles del Señor" (Domini canes), juego de palabras para referirse a los dominicos. Este fresco también contiene retratos del papa Benedicto IX, el cardenal fray Nicolás de Prato, el conde Guido di Poppi, Arnolfo di Cambio, Cimabue, Giotto, Boccaccio o Petrarca.
Los frescos en las otras paredes representan escenas de las vidas de Cristo y de san Pedro en la pared de entrada (en su mayoría arruinadas por la posterior instalación de un coro), El triunfo de Santo Tomás de Aquino y la Alegoría del aprendizaje cristiano en la pared izquierda y la gran Crucifixión con el Camino al Calvario y el Descenso al Limbo en el arco de la pared del altar.
La bóveda dividida en cuatro partes contiene escenas de la resurrección de Cristo, la navicella, la Ascensión y Pentecostés. El políptico gótico de cinco paneles que probablemente se hizo originalmente para el altar de la capilla, representa a la Madonna entronizada con Niño y cuatro Santos de Bernardo Daddi que data de 1344 y actualmente se exhibe en una pequeña área del museo. Todo, la compleja iconografía de la bóveda del techo, las paredes y el altar se combinan para comunicar el mensaje de los dominicos como guías para la salvación.

## Galería de imágenes

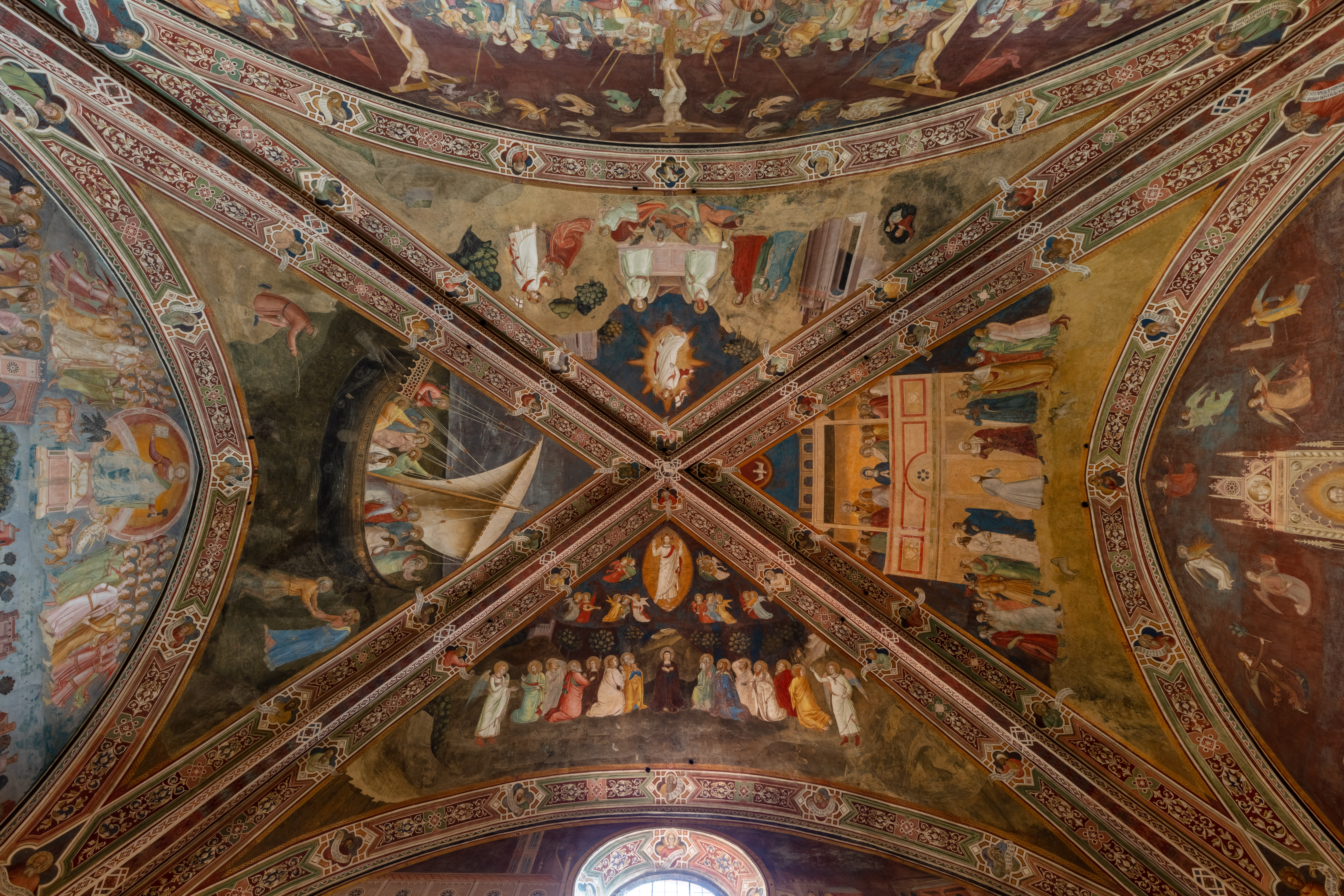
Techo de la Cappellone degli Spagnoli.
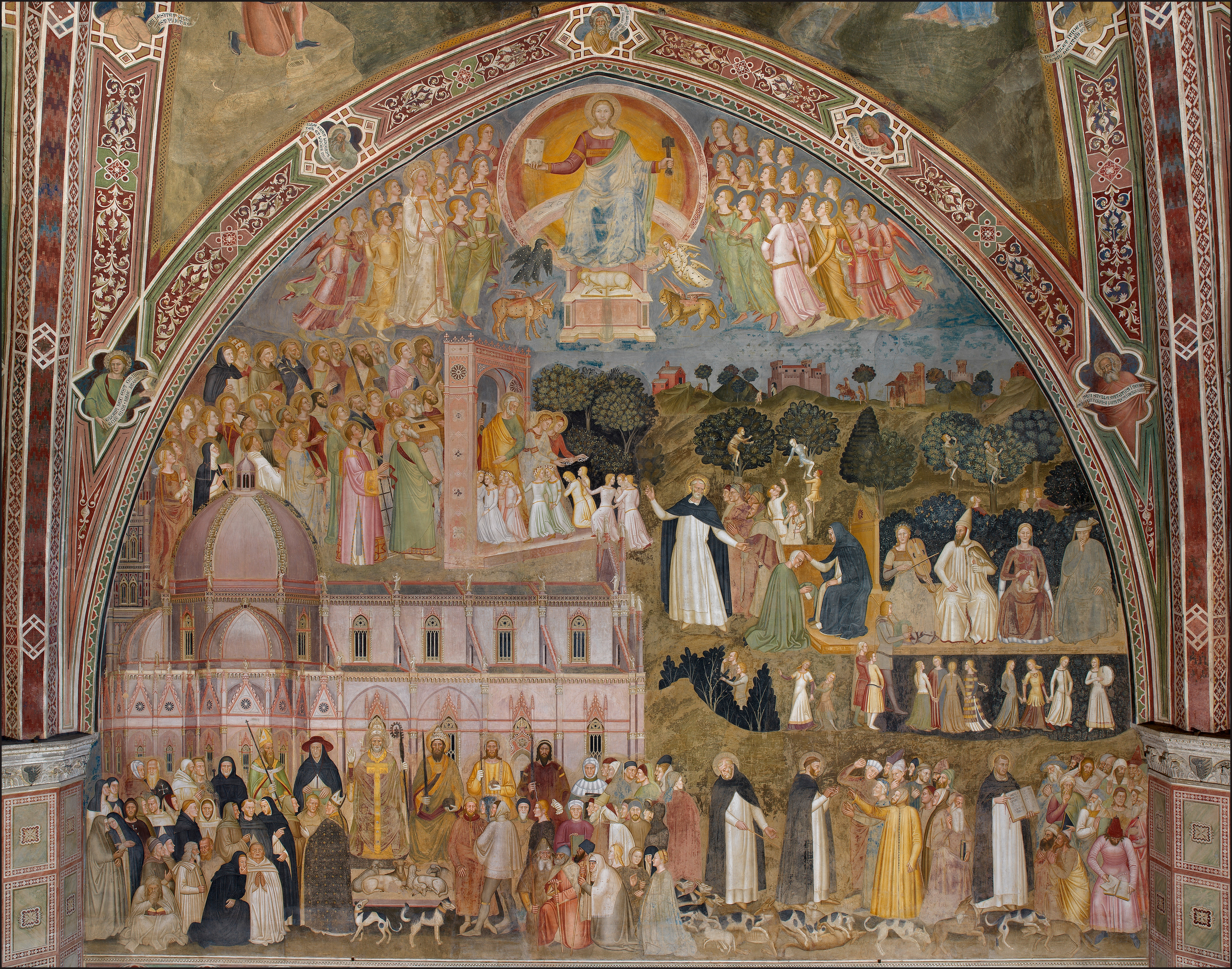
Fresco de Andrea di Bonaiuto en la Capilla de los Españoles: Alegoría de la Iglesia Militante y Triunfante y la Orden Dominica (c. 1365).
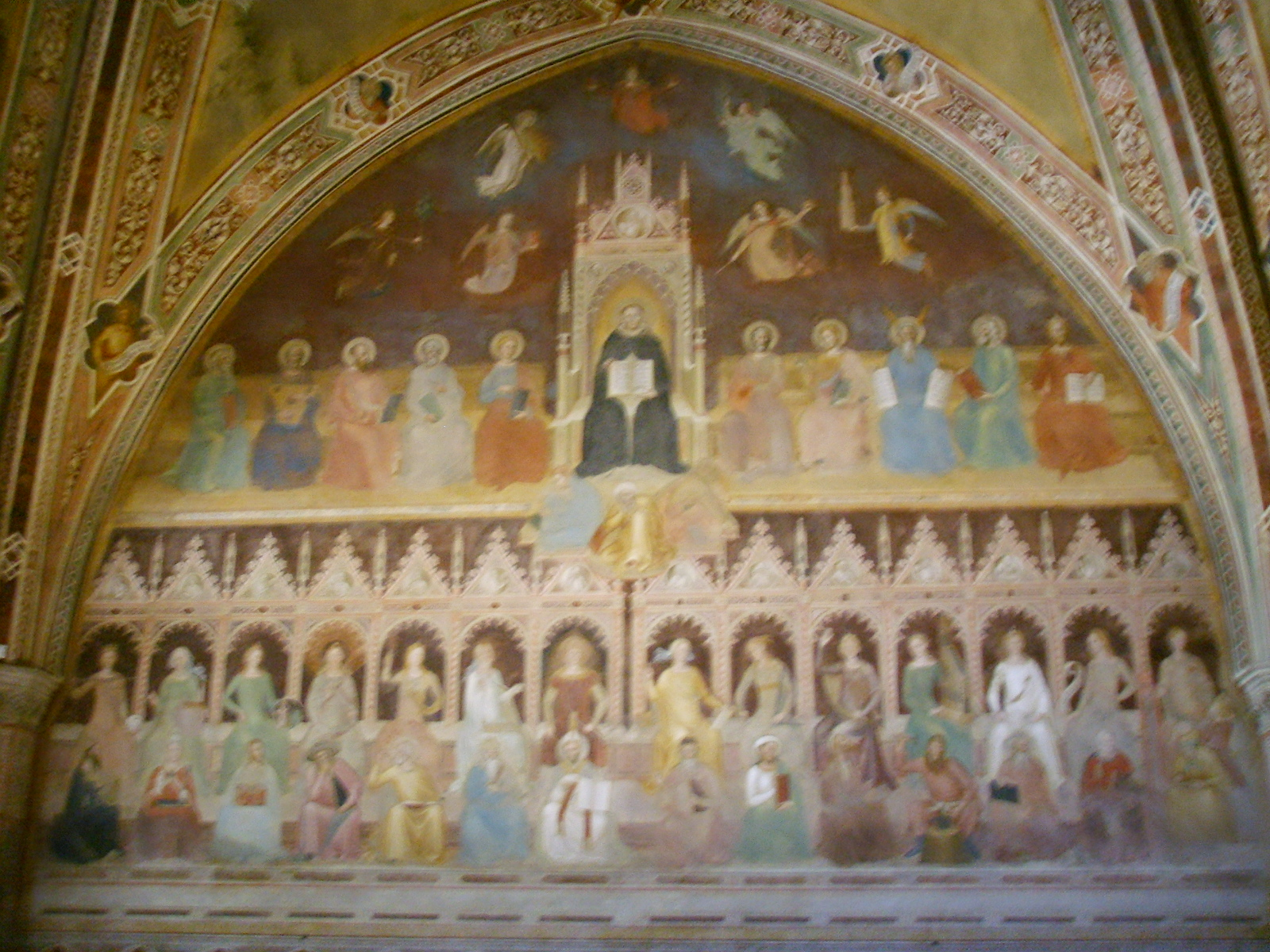
Triunfo de Santo Tomás de Aquino.
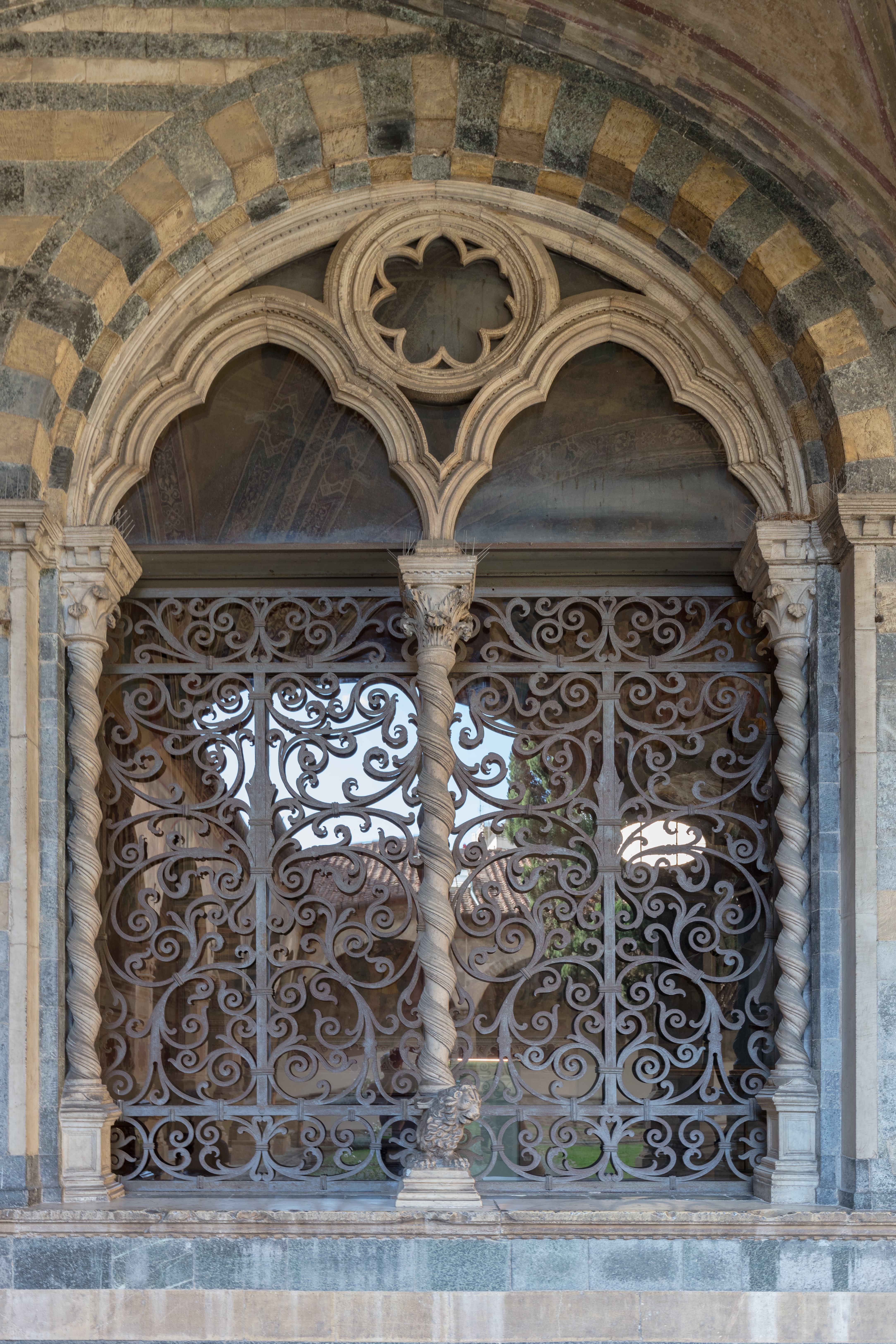
Ventana de la capilla hacia el patio.